# Slag bij de Powder River

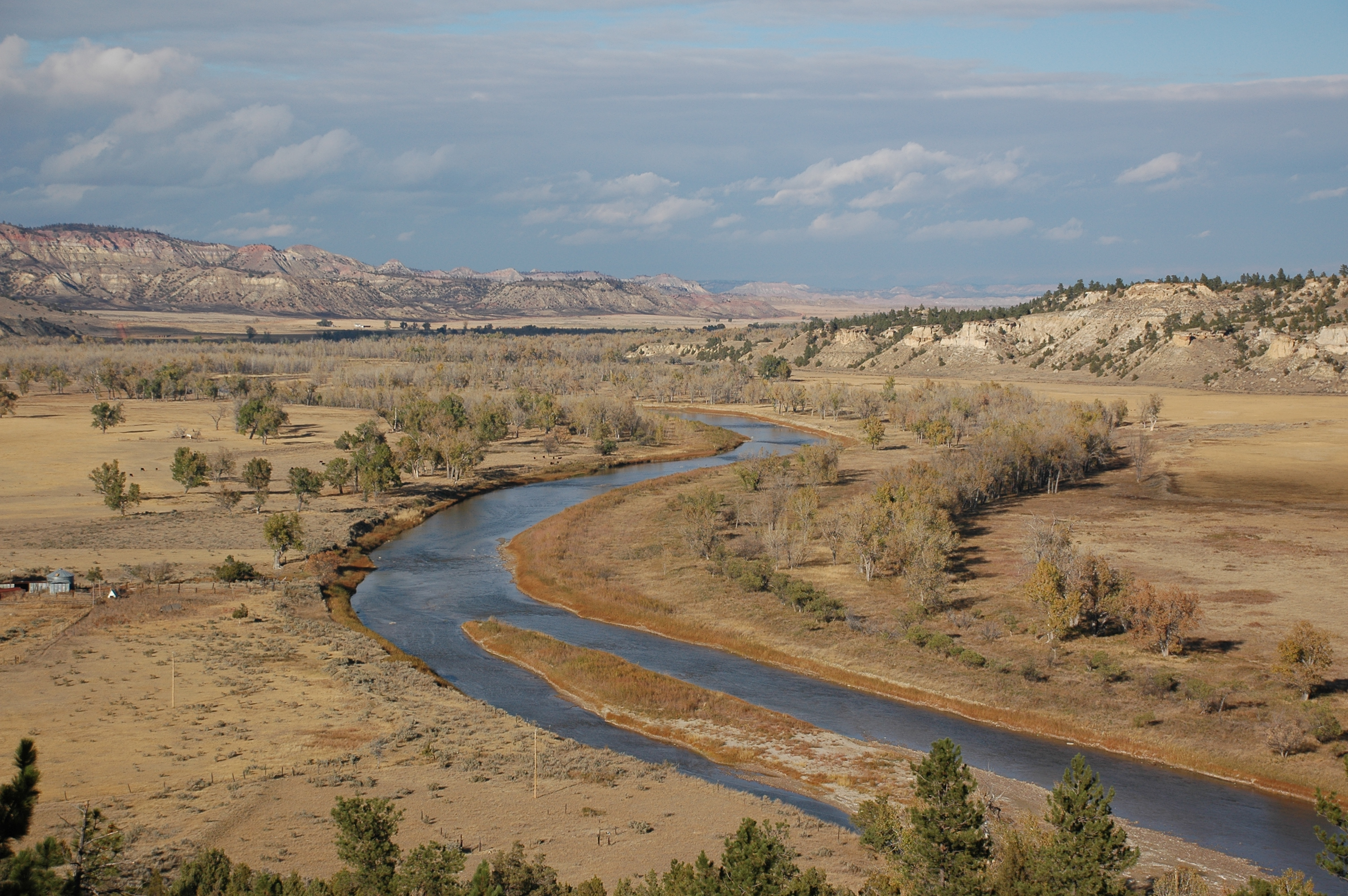
Het Indiaanse dorp ligt iets ten westen (links) van de linker bovenkant van de foto. Compagnie I, 2e Cavalerieregiment verzamelde Indiaanse pony's aan beide kanten van de rivier en de overlevende soldaten trokken zich terug van het slagveld over de bevroren stroom van links naar rechts. Foto genomen vanaf Hospital Bluf, kijkend naar het noorden

De Battle of Powder River, ook bekend als de Reynolds Battle, vond plaats op 17 maart 1876 in Montanaterritorium, Verenigde Staten. De aanval op het kampement van de Noordelijk Cheyenne en Oglala Lakota door kolonel Joseph J. Reynolds leidde de Grote Siouxoorlog van 1876 in. 
Hoewel er een grote hoeveelheid indiaanse eigendommen werd vernietigd, werd de aanval slecht uitgevoerd en versterkte het de weerstand van de Noordelijke Cheyenne, Lakota en Sioux tegen de Amerikaanse poging om hen te dwingen de Black Hills te verkopen en in een reservaat te leven.

## Achtergrond

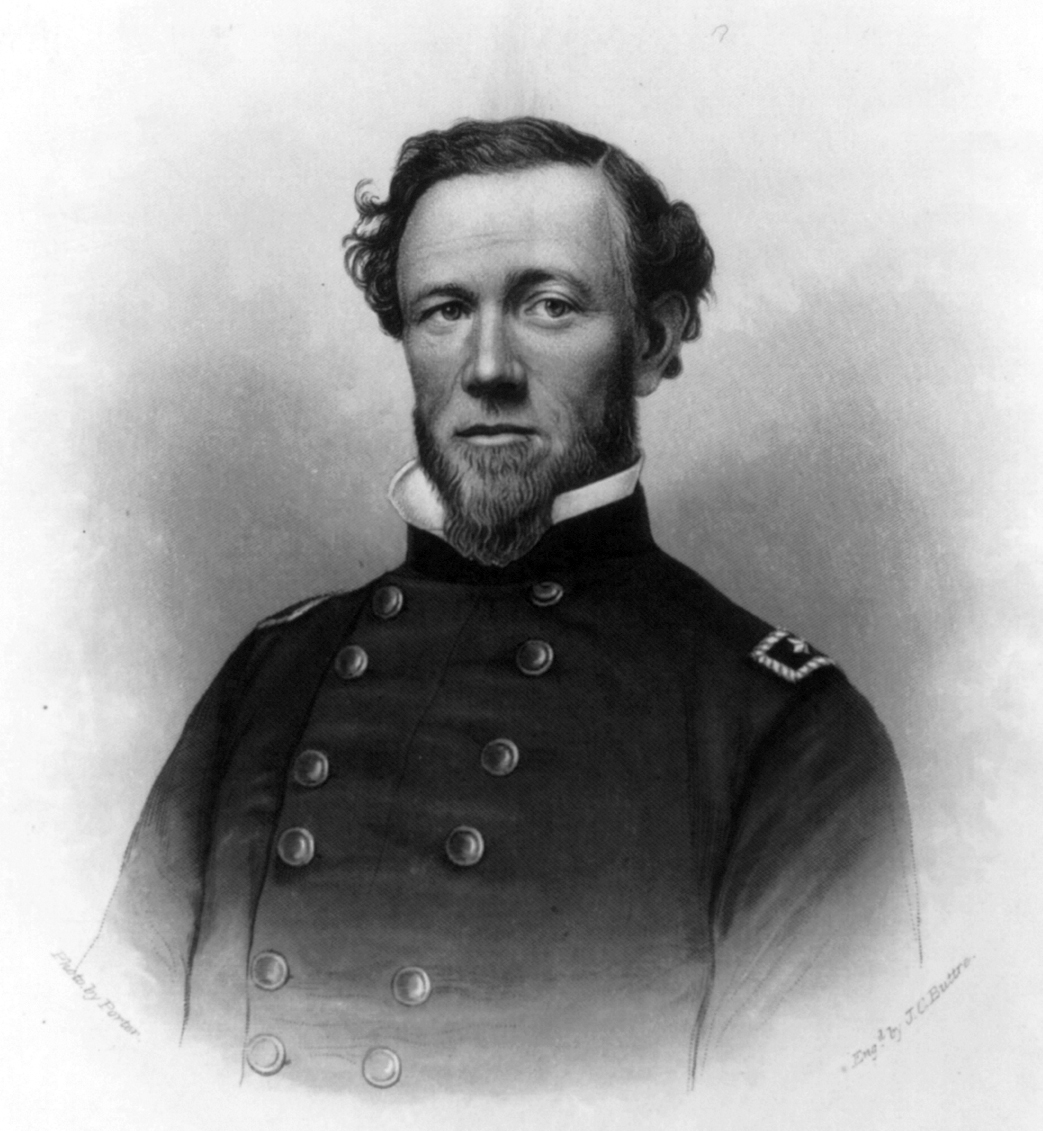
Kolonel Joseph Jones Reynolds

Het Verdrag van Fort Laramie (1868) verleende de Lakota Sioux en hun noordelijke Cheyenne bondgenoten een reservaat, inclusief de Black Hills, in Dakotaterritorium en een groot gebied van “niet-overgedragen gebied” in wat later Montana en Wyoming zou worden. Beide gebieden waren voor exclusief gebruik van de indianen en blanken, met uitzondering van overheidsfunctionarissen, mochten het gebied niet betreden. 

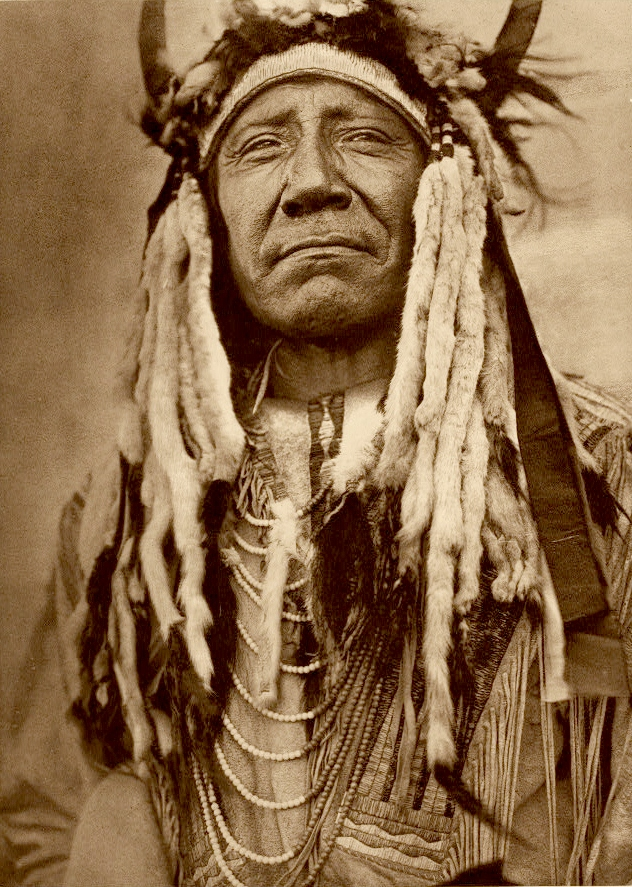
Two Moons

In 1874 deed de ontdekking van goud in de Black Hills de Verenigde Staten een poging doen om de Black Hills van de Sioux te kopen.  De V.S. beval alle Lakota en Cheyenne stammen om voor 31 januari 1876 naar de indiaanse agentschappen in het reservaat te komen om over de verkoop te onderhandelen. Sommige stammen weigerden dit en toen de deadline van 31 januari verstreek, schreef de commissaris voor Indiaanse Zaken, John Q. Smith, dat “zonder nieuws over de onderwerping van Sitting Bull, ik geen reden zie waarom ... militaire operaties tegen hem niet onmiddellijk zouden beginnen. Op 8 februari 1876 stuurde generaal Phillip Sheridan een telegram naar de generaals George Crook en Alfred Terry met het bevel om wintercampagnes tegen de “vijandigen” te beginnen.
In bitter koud weer trok brigadegeneraal George Crook op 1 maart noordwaarts vanuit Fort Fetterman nabij het huidige Douglas. Het doel van Crook was om de indianen aan te vallen terwijl ze op hun kwetsbaarst waren in hun winterkampen. Sitting Bull, Crazy Horse en hun volgelingen werden verondersteld zich op de Powder, Tongue, of Rosebud rivieren te bevinden. Crooks troepenmacht bestond uit 883 man, waaronder Amerikaanse cavalerie en infanterie, burgerverpakkers, verkenners, gidsen en een krantenverslaggever.Crooks zeer gewaardeerde hoofdverkenner was Frank Grouard, die tussen de Lakota had geleefd en hun taal sprak.
De soldaten moesten hun vorken in de kolen van hun vuren verwarmen om te voorkomen dat tanden aan hun tong zouden vastvriezen. Een sneeuwstorm op 5 maart liet meer dan een meter sneeuw vallen en vertraagde Crooks tocht aanzienlijk. De temperaturen daalden zo laag dat de thermometers van die dag de kou niet konden registreren. Crooks colonne volgde langzaam de Bozeman Trail noordwaarts naar Old Fort Reno en bereikte het op 5 maart. Daar vestigde de expeditie haar bevoorradingsbasis en liet de wagens en infanterie die de colonne vergezelden, de compagnieën C en I van de 4e Infenterie, onder kapitein Edwin M. Coates, achter. De vijf bataljons van de cavalerie marcheerden vervolgens naar de kop van Otter Creek. Op 16 maart zag verkenner Frank Grouard twee Indiaanse krijgers de soldaten observeren. Hij identificeerde hen als Oglala en geloofde dat het kamp van Crazy Horse dichtbij zou kunnen zijn. Dit werd aan Crook gerapporteerd, en om 17:00 uur verdeelde hij zijn commando en stuurde kolonel Joseph J. Reynolds (een West Point klasgenoot van President Ulysses S. Grant, en een gevechtsveteraan van zowel de Mexicaans-Amerikaanse Oorlog, en Burgeroorlog) op een nachtelijke mars met ongeveer 383 man, met rantsoenen voor één dag, het spoor volgend van de twee Oglala's in zuidoostelijke richting naar Powder River. Crook hield ongeveer 300 mannen bij zich. Die nacht volgden Frank Grouard en de andere verkenners het spoor van de twee Oglala Sioux in de sneeuw. Het leidde recht naar waar ze naar zochten, een indianendorp, dat volgens hen meer dan 100 lodges bevatte op de westelijke oever van Powder River. De verkenners rapporteerden deze informatie onmiddellijk aan kolonel Reynolds.

## Aanvalsplan
In het ijskoude weer was het plan van Reynolds dat één bataljon, compagnieën I en K, van de 2e Cavalerieregiment onder het bevel van kapitein Henry E. Noyes, de steile heuvels ten zuiden van waar het tweede veldhospitaal zou worden gevestigd zou afdalen naar de valleibodem. Eén compagnie, (K) onder kapitein James R. Egan, zou de zuidkant van het dorp aanvallen. De andere compagnie (I), onder kapitein Noyes, moest de kudde indiaanse pony's, geschat op 1.000 dieren, vangen die aan beide kanten van de rivier door de vallei graasden en zich verspreidden. Een tweede bataljon, compagnieën E en M van het 3e Cavalerieregiment, onder commando van kapitein Anson Mills, zou het dorp tegelijkertijd vanuit het westen aanvallen en het overgebleven bataljon Cavalerie, compagnie E van het 2e Cavalerieregiment en compagnie F van het 2e Cavalerieregiment zouden het dorp aanvallen. Compagnie F van het 3e Cavalerieregiment, onder commando van kapitein Alexander Moore, moest de heuvelruggen ten noorden en westen van het dorp bezetten om te voorkomen dat de indianen in die richting zouden ontsnappen.

## Veldslag
Het dorp lag echter noordelijker dan verwacht, met als gevolg dat alleen kapitein James R. Egan's 2e Cavalerieregiment Compagnie K van 47 man, vergezeld door tweede luitenant John Gregory Bourke en krantenverslaggever Robert E. Strahorn, het dorp vanuit het zuiden binnenvielen, terwijl de andere compagnieën werden opgehouden door de afstand en het ruige terrein.
Volgens Egans horloge begon de strijd om 9:05 op de ochtend van vrijdag 17 maart. De indianen, nu geïdentificeerd als Noordelijke Cheyenne en een paar Oglala Sioux, werden verrast. Wooden Leg, een achttienjarige Cheyenne krijger in het dorp herinnerde zich de aanval: “Vrouwen schreeuwden. Kinderen huilden om hun moeders. Oude mensen wankelden en strompelden weg om buiten het bereik van de kogels te komen die tussen de loges zongen. De dapperen grepen alle wapens die ze hadden en probeerden de aanval af te slaan.”
De Cheyennes brachten hun vrouwen en kinderen naar een schuilplaats terwijl ze zich noordwaarts uit het dorp terugtrokken en namen vervolgens posities in op de kliffen die over het dorp uitkeken.  Ze vuurden toen op de soldaten die zich nu in het dorp bevonden. Verscheidene cavaleristen van Company K, 2nd Cavalry raakten vroeg in de strijd gewond en een aantal paarden van de compagnie werd gedood of raakten gewond. Kapitein Egan kreeg versterking in het dorp van nog enkele compagnieën. Toen kolonel Reynolds aankwam, lagen de soldaten nog steeds onder vuur. Hij liet alles in het dorp vernietigen, inclusief gedroogd buffelvlees. Op dat moment werden de soldaten Peter Dowdy van compagnie E, 3e Cavalerieregiment en George Schneider van compagnie K, 2e Cavalerieregiment gedood.  Het dorp en de voorraden bleken moeilijk te verbranden en toen het vuur het buskruit en de munitie in de tipi's bereikte, explodeerden ze. Eerste luitenant John Gregory Bourke, de adjudant van generaal Crook, gaf commentaar op de rijkdom van de goederen in het dorp: “balen bont, gewaden van buffels en huiden versierd met stekelvarkensveren”. Sommige soldaten gingen tegen hun orders in en namen buffelhuiden mee uit het dorp, omdat het er ijskoud was. Bourke schatte later dat 66 mannen aan bevriezing leden, waaronder hijzelf.
Gedurende de dag verzamelden soldaten meer dan 700 indiaanse pony's. De strijd had vijf uur geduurd toen, om ongeveer 14.00 uur, met de vernietiging van het dorp compleet, Reynolds zijn soldaten beval om zich terug te trekken en de mannen baanden zich een weg naar de oostkant van de bevroren Powder River. Soldaat Michael I. McCannon van Compagnie F, 3rd Cavalry werd rond deze tijd gedood.  Tijdens de terugtocht werd soldaat Lorenzo E. Ayers van Company M, 3e Cavalerieregiment, ernstig gewond aan zijn rechterarm en been en bleef achter in het indianendorp. Hoewel zadelmaker Jeremiah J. Murphy van compagnie F en smid Albert Glawinski van compagnie M, 3e Cavalerieregiment Ayers probeerden te redden, werd hij vervolgens door wraakzuchtige indianen “van ledemaat tot ledemaat afgehakt”.  Aan het eind van de strijd waren er vier soldaten gedood en zes gewond. Voor hun acties zouden Jeremiah J. Murphy en Albert Glawinski later de Medal of Honor ontvangen op 16 oktober 1877. Hospitaalsteward William C. Bryan zou ook de Medal of Honor ontvangen voor zijn acties in de strijd.
De laatste actie van de slag vond plaats ongeveer 1,5 km ten zuiden van Hospital Bluff, toen eerste Luitenant William C. Rawolle, bevelhebber van de achterhoede, Compagnie E, 2e Cavalerieregiment, acht van zijn mannen afzette in een defensieve schermutselingslinie. De linie van luitenant Rawolle bleef slechts korte tijd op zijn plaats, hoewel eerste sergeant William Land rapporteerde dat hij gedurende deze tijd een indiaanse krijger van zijn paard schoot. In de voorbarige haast van Reynolds om zich terug te trekken, liet hij de lichamen van drie dode soldaten achter, één in het dorp en twee in het tweede veldhospitaal, evenals de zwaargewonde soldaat Ayers. De soldaten trokken zich die middag en avond ongeveer 35 km zuidwaarts terug, de bevroren Powder River overstekend en opnieuw overstekend waar nodig, de rivier op naar de samenvloeiing van de Powder River en Lodge Pole Creek (nu Clear Creek genoemd) en kwamen daar na 21:00 uitgeput aan. Generaal Crook met de andere vier compagnieën en de legertros was er echter niet, omdat hij 16 km naar het noordoosten had gekampeerd en had verzuimd om kolonel Reynolds van zijn locatie op de hoogte te stellen.
De Cheyenne heroverden meer dan 500 van hun paarden de volgende morgen, 18 maart, omdat er geen bewakers voor hen waren gepost. Het duurde tot ongeveer 13:30 die dag voordat Reynolds eindelijk een rendez-vous had met Generaal Crook. De herenigde colonne keerde terug naar Fort Fetterman, Wyomingterritorium, en kwam aan op 26 maart 1876.
Hoewel van de Cheyenne en Lakota tijdens de slag slechts enkele krijgers werden gedood en twee tot drie gewond raakten, verloren ze het grootste deel van hun bezittingen en in de woorden van de krijger Wooden Leg: “De Cheyennes werden erg arm. Ik had niets anders over dan de kleding die ik aanhad;... Mijn arendsvleugelbotfluit, mijn medicijnpijp, mijn geweer, al het andere van mij, was weg.” De vrouwen en kinderen liepen meerdere dagen om het Oglala Siouxdorp van Crazy Horse verder naar het noorden bij de Little Powder River te bereiken, waar ze onderdak en voedsel kregen. Onderweg vroren verschillende Cheyennes dood. Het leger verklaarde dat het dorp uit ongeveer 104 lodges bestond, inclusief tipi's en wiki's, terwijl Cheyenneverslagen zeiden dat het dorp ongeveer 40-65 tipi's had en ongeveer 50 andere structuren. Het aantal krijgers dat betrokken was bij de strijd varieerde van 100 tot 250, terwijl er ongeveer 383 Amerikaanse soldaten en burgers aanwezig waren.

## Nasleep
Kolonel Reynolds werd beschuldigd van plichtsverzuim voor het niet goed ondersteunen van de eerste charge met zijn hele commando; voor het verbranden van de buitgemaakte voorraden, voedsel, dekens, buffelgewaden en munitie in plaats van ze te bewaren voor gebruik door het leger; en vooral voor het kwijtraken van honderden van de buitgemaakte paarden. In januari 1877 bevond de krijgsraad in Cheyenne, Wyoming, Reynolds schuldig aan alle drie de aanklachten. Hij werd veroordeeld tot schorsing van rang en commando voor een jaar. Zijn vriend en klasgenoot van West Point, President Ulysses S. Grant schold de straf kwijt, maar Joseph J. Reynolds diende nooit meer. Hij ging met arbeidsongeschiktheidsverlof op 25 juni 1877, precies een jaar na het hoogtepunt van de grote SiouxOorlog bij de Little Bighorn. De mislukte expeditie van Crook en Reynolds en hun onvermogen om de Lakota en Cheyenne bij Powder River ernstige schade toe te brengen, stimuleerde waarschijnlijk de Indiaanse weerstand tegen de eisen van de Verenigde Staten..

## Medals of Honor
Drie Medals of Honor werden uitgereikt aan soldaten voor hun acties tijdens de strijd:
- Hospitaalsteward William C. Bryan, verbonden aan Compagnie K, 2e Cavalerieregiment, “...zijn paard werd onder hem gedood. Hij bleef te voet vechten en bracht onder hevig vuur en zonder hulp twee gewonde kameraden in veiligheid en redde hen zo van gevangenneming.”
- zadelmaker Jeremiah J. Murphy, Compagnie F, 3e Cavalerieregiment, “...voor het proberen te redden van een gewonde kameraad.”
- smid Albert Glawinski, compagnie M, 3e Cavalerieregiment, “Tijdens een terugtocht koos smid Glavinski blootgestelde posities, hij maakte deel uit van de achterhoede.”

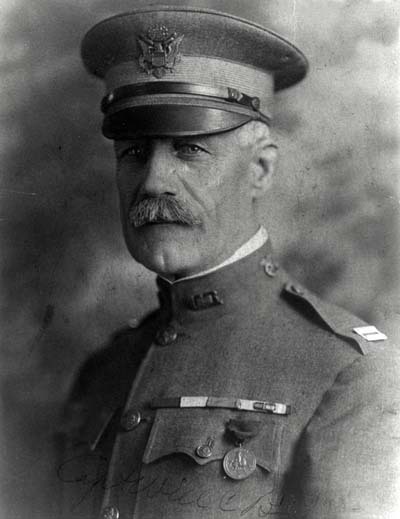
William C. Bryan
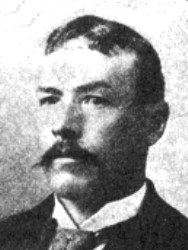
Zadelmaker Jeremiah Murphy

## Slachtoffers

### Inheemse Amerikanen

#### Gesneuveld in actie
- Eagle Chief, Noordelijke Cheyenne
- Whirlwind, Noordelijke Cheyenne
- Onbekende krijger, Oglala Lakota
- verschillende vrouwen en kinderen stierven aan de gevolgen van blootstelling na de strijd

#### Gewonden in actie
- Braided Locks, Noordelijke Cheyenne, “een wang gegroefd door een kogel”.
- Onbekende krijger, Noordelijke Cheyenne, “onderarm zwaar verbrijzeld”.
- Onbekende oudere vrouw, Oglala Lakota, “achtergelaten in het dorp”.

### Amerikaans leger

#### Gesneuveld in actie
- Soldaat George Schneider, Compagnie K, 2e Cavalerieregiment
- Soldaat Peter Dowdy, Compagnie E, 3e Cavalerieregiment
- Soldaat Michael I. McCannon, Compagnie F, 3e Cavalerieregiment
- Soldaat Lorenzo E. Ayers, Compagnie M, 3e Cavalerieregiment

#### Gewonden in actie
- Eerste luitenant William C. Rawolle, compagnie E, 2e Cavalerieregiment
- Sergeant Charles Kaminski, Compagnie M, 3e Cavalerieregiment
- Korporaal John Lang, Compagnie E, 2e Cavalerieregiment
- Hoefsmid Patrick Goings, compagnie K, 2e Cavalerieregiment
- Soldaat John Droege, compagnie K, 2e Cavalerieregiment
- Soldaat Edward Eagan, compagnie K, 2e Cavalerieregiment

- Library of Congress Control Number: sh85113555
- Nationale Bibliotheek van Israël: 987012430987105171